# Jajce
Jajce je grad i središte istoimene općine u županiji Središnja Bosna, Bosna i Hercegovina. 

## Ime
Najstariji pisani spomen imena Jajce potječe iz 1396., a nalazi se u naslovu Hrvoja Vukčića Hrvatinića, koji se nazivao conte de Jajce (grof od Jajca).
O samom podrijetlu imena ima više predaja. Prema jednoj od njih, ime proizlazi iz zemljopisnog smještaja grada na jajolikoj stijeni, prema kojoj je i dobio ime. Druge predaje oslanjaju se na mjesne legende, od kojih se ističe ona o „vojvodi kaštela Grmuše (na lijevoj obali Une u Bihaćkom kotaru) Jajice”.
Najpoznatija predaja također je vezana uz Hrvoja Vukčića Hrvatinića, koji je izgradnju grada povjerio nekom Luculli, koji ga je sagradio po uzoru na napuljski Castello del Uovo (hrv. Dvorac Jajce). Prema toj predaji, Hrvoje Vukčić bio je vazal napuljskog kralja te je stoga spomenuti Castello del Uovo odabran kao model za novi grad.

## Zemljopis
Jajce se nalazi u rasjednoj kotlini, na ušću rijeke Plive u Vrbas. Nadmorska visina na tvrđavi je 470 metara, na Plivskim jezerima  (Veliko i Malo Plivsko jezero) 426,6, a na vodopadu 362,5 metara. Prometno je povezan s ostalim dijelovima teritorija Bosne i Hercegovine magistralnim cestama M-5 i M-16.

### Klima
Klima je umjereno kontinentalna s toplim ljetima i snježnim zimama.

## Stanovništvo

### Popis Hrvata katolika u Jajcu 1743.
- broj sela: 12
- broj kuća: 181
- odrasli: 737
- djeca: 459
- ukupno: 1196[4]

### Popis 1953.
Godine 1953. nije postojala popisna kategorija Muslimana. Grad Jajce imao je 7889 stanovnika, od čega 3396 Hrvata, 2850 "Jugoslaveni neodređeni", 1995 Srba, 49 "ostalih neslavena" i 96 ostalih.

### Popisi 1961. – 1991.
| Stanovništvo općine Jajce |                  |                  |                  |                  |
| godina popisa             | 1991.            | 1981.            | 1971.            | 1961.            |
| Muslimani                 | 17.380 (38,61 %) | 15.145 (36,76 %) | 14.001 (40,00 %) | 7545 (21,88 %)   |
| Hrvati                    | 15.811 (35,13 %) | 14.418 (34,99 %) | 12.376 (35,35 %) | 13.733 (39,82 %) |
| Srbi                      | 8663 (19,24 %)   | 7954 (19,30 %)   | 8132 (23,23 %)   | 8670 (25,14 %)   |
| Jugoslaveni               | 2496 (5,54 %)    | 2973 (7,21 %)    | 208 (0,59 %)     | 4342 (12,59 %)   |
| ostali i nepoznato        | 657 (1,45 %)     | 707 (1,71 %)     | 285 (0,81 %)     | 198 (0,57 %)     |
| ukupno                    | 45.007           | 41.197           | 35.002           | 34.488           |

#### Jajce (naseljeno mjesto), nacionalni sastav
| Jajce              |                |                |                |                |
| godina popisa      | 1991.          | 1981.          | 1971.          | 1961.          |
| Muslimani          | 5277 (38,86 %) | 4068 (34,13 %) | 4220 (46,23 %) | 300 (4,38 %)   |
| Srbi               | 3797 (27,96 %) | 3046 (25,55 %) | 2403 (26,32 %) | 2250 (32,83 %) |
| Hrvati             | 1899 (13,98 %) | 1991 (16,70 %) | 2148 (23,53 %) | 1951 (28,47 %) |
| Jugoslaveni        | 2217 (16,32 %) | 2632 (22,08 %) | 184 (2,01 %)   | 2212 (32,28 %) |
| ostali i nepoznato | 389 (2,86 %)   | 181 (1,51 %)   | 172 (1,88 %)   | 140 (2,04 %)   |
| ukupno             | 13.579         | 11.918         | 9127           | 6853           |

### Popis 2013.
| Stanovništvo općine Jajce |                  |
| godina popisa             | 2013.            |
| Bošnjaci                  | 13.269 (48,68 %) |
| Hrvati                    | 12.555 (46,06 %) |
| Srbi                      | 501 (1,84 %)     |
| ostali i nepoznato        | 933 (3,42 %)     |
| ukupno                    | 27.258           |

| Jajce – naseljeno mjesto |                |
| godina popisa            | 2013.          |
| Hrvati                   | 3273 (45,64 %) |
| Bošnjaci                 | 3267 (45,55 %) |
| Srbi                     | 197 (2,75 %)   |
| ostali i nepoznato       | 435 (6,07 %)   |
| ukupno                   | 7172           |

## Naseljena mjesta
Općinu Jajce sačinjavaju sljedeća naseljena mjesta :
Bare, 
Barevo, 
Bavar, 
Biokovina, 
Bistrica, 
Borci,
Božikovac,  
Bravnice, 
Brvanci, 
Bučići, 
Bulići, 
Carevo Polje, 
Cvitović, 
Ćusine, 
Divičani, 
Dogani, 
Donji Bešpelj, 
Doribaba, 
Drenov Do,
Dubrave, 
Gornji Bešpelj, 
Grabanta, 
Grdovo, 
Ipota, 
Jajce, 
Jezero, 
Kamenice, 
Karići, 
Kasumi, 
Klimenta, 
Kokići, 
Krezluk, 
Kruščica, 
Kuprešani, 
Lendići, 
Lučina, 
Lupnica, 
Magarovci, 
Mile, 
Peratovci, 
Podlipci, 
Podmilačje, 
Prisoje, 
Prudi, 
Pšenik, 
Rika, 
Selište, 
Seoci, 
Smionica, 
Stare Kuće, 
Šerići, 
Šibenica, 
Vinac, 
Vlasinje, 
Vrbica, 
Vukićevci, 
Zdaljevac i 
Žaovine.
Poslije potpisivanja Daytonskog mirovnog sporazuma, veći dio općine Jajce ušao je u sastav Federacije BiH. U sastav Republike Srpske ušla su naseljena mjesta:
Barevo, 
Borci, 
Bravnice,  
Čerkazovići, 
Drenov Do, 
Đumezlije, 
Jezero,
Kovačevac, 
Ljoljići, 
Perućica i 
Prisoje. Od ovog područja nastala je općina Jezero.
Naseljeno mjesto Vlasinje ranije je bilo u sastavu općine Mrkonjić Grad koja je ušla u sastav Republike Srpske. 
Na popisu 1971. godine postojalo je i naseljeno mjesto Marušići. Ovo naselje je na popisu 1981. godine ukinuto i pripojeno drugom naseljenom mjestu.  

## Povijest
Jajce je jedno od najznačajnijih mjesta bosanskohercegovačke, jugoslavenske i hrvatske povijesti.

### Stari vijek
U Jajcu su tragovi naselja iz antičkoga doba. Sačuvani su temelji hrama s Mitrinim kultnim reljefom uklesanim u stijenu.

### Srednji vijek
Predjeli današnjeg Jajca u srednjem vijeku dio su Kraljevine Hrvatske (Plivski Grad), na međi starohrvatskih županija Plive, Luke, Lašve i Uskoplja.[nedostaje izvor] Jajce je grad u srednjoj Bosni, na utoku Plive u Vrbas. Od banovanja bana Kulina u njegovoj je banovini. U srednjovjekovnoj feudalnoj teritorijalnoj organizaciji pripada u Donje kraje, koji se prvi put spominju sredinom 13. stoljeća kao zemlja Bosanske Banovine. Od 1302. – 1322. cijela Bosna je pod vlašću hrvatskih banova Pavla i Mladena Šubića. Prvi se put Jajce spominje u pisanim dokumentima 1396. Bio je posjed Hrvoja Vukčića Hrvatinića u čijem se naslovu spominje (conte di Jajce). Grad se razvio kao trgovačko i obrambeno središte. U 13. ili početkom 14. stoljeća oko naselja je podignut obrambeni zid, koji je pojačan u drugoj polovici 14. stoljeća. Tada je u tvrđavi izgrađen dvor, te podzemna dvorana ("Katakombe", u naravi crkvica,  što je očigledno bilo po želji Hrvoja Vukčića Hrvatinića. Katakombe su imale stilski različita obilježja, kao da je simboliziralo više vjera. Poznato je da su franjevci u Jajcu držali leprozorij, pa su bolesnici bili smješteni po špiljama uz rijeku Plivu ili u Katakombama. 
Krajem 14. stoljeća župa Pliva pripala je Hrvatinićima. U Jajcu su podignuli hram Crkve bosanske, na prostoru današnje džamije Esme sultanije. Hram je bio u punom sjaju za vrijeme Hrvoja Vukčića. Služba Božja održavala se po glagoljaškom obredu. Već početkom sljedećeg 15. stoljeća, napadi na Crkvu bosansku su sve jači, za vladavine Žigmunda i supruge mu Barbare. Vjernici ove crkve nisu se smjeli sahranjivati na groblju na Mašetu, nego u podzemnim hodnicima. Iskopali su ih sami, a nalaze se u produžetku današnje zgrade Elektrobosne.
Kraj pastoraliziraju franjevci Bosanske vikarije, kustodije bosanske. 1514. god. Vikarija se podijelila na dva dijela: samostani pod otomanskom vlašću ostali su pod Vikarijom Bosne Srebrene, a oni izvan njihove vlasti pod Vikarijom Bosne-Hrvatske. Uskoro je pripalo je provinciji Bosni Srebrenoj.
Tijekom 15. stoljeća osmanski osvajači pritiskaju istočne granice Bosansko Kraljevstva, pa je postao prijestolnicom. 1461. Stjepan Tomašević je okrunjen u Jajcu.
Sredinom 15. stoljeća u tvrđavi je izgrađen kraljevski dvor i kapela, a na ulazu u tvrđavu gotički portal s grbom kralja Stjepana Tomaševića. Oko sredine 15. stoljeća prelazi u vlast bosanskog kralja.
Ljeti godine 1463. pada pod Turke, ali ga na Božić iste godine, nakon dulje opsade, oslobađa hrvatsko-ugarski kralj Matijaš Korvin. Nešto kasnije on osniva Jajačku banovinu za obranu od Turaka, sa sjedištem je u Jajcu. Jajce je tih godina važni grad do kojeg vode trgovački putovi kojima su karavane išle preko Livna do Splita. Trgovina je trajala sve do turske okupacije. Grad je u Jajačkoj banovini dobio novu obrambenu ulogu. Pretkraj 15. stoljeća stara kraljevska utvrda i gradski obrambeni zidovi preuredili su se i modernizirali.  Turci ga nekoliko puta podsjedaju (1464., 1480., 1493., 1525.) ali bezuspješno. Opsade prodorima raspršuju hrvatske snage. 
Na prijelazu iz 1527. u 1528. ponovno ga zauzimaju Turci. 
Vjerojatno je osvojeno između 20. i 28. siječnja 1528. Grad pod opsadom predan je izdajom.
Pod Turke je pao nakon velikih progona katolika u Bosni 1521. – 1524., zbog čega nije pretrpio gubitak katolika. U turskim vremenima sam grad Jajce gubi na važnosti, tako da se u 17. stoljeća zidovi utvrde znatno osipaju. U velikome požaru 1658. potpuno je uništen, a nakon toga tek donekle popravljen, tako da su utvrde Jajca u ruševnome stanju sve do 80-ih godina 19. stoljeća, kada se izvode opsežniji konzervatorski radovi na citadeli i tornju sv. Luke.
U 12. stoljeću tu postoji nekoliko građevina profana i sakralna karaktera, npr. crkva u romaničkome stilu na mjestu mlade gotičke sv. Marije. Još jedna romanička građevina stajala je u donjemu dijelu grada, a na Carevu polju otkrivenaje romanička reljefna ploča. U 13. i početkom 14. stoljeću gradi se veliki zid oko naselja i dvor, i zid se u drugoj polovici 14. stoljeća znatno pojačava, tada se na citadeli izgradjuje dvor u oblicima zakašnjele romanike (Medvid-kula, katakombe). Pokraj Medvid-kule kleše se u podzemlju dvorana na dva poda, poznata pod imenom Katakombe, koja je vjerojatno trebala služiti kao prostor za odvijanje rituala Zmajeva reda. Sudeći po grbu u predvorju, prostor je klesan po nalogu hercega Hrvoja, možda potkraj njegova života jer je rad ostao nedovršen. Katakombe su imale razne stanare. Ovdje su se skrivali žene i djeca pred ratom. Derviši su ovdje postom i molitvom, izolirani od vanjskog svijeta, nastojali pronaći duševni mir.
Otprilike u isto doba franjevci podizu na ruševinama romaničke crkve svoj samostan sv. Marije, pri čemu zadržavaju romanički zapadni portal starije građevine, iznad kojega umeću gotičku rozetu. Oko 1460. na sjeveroistočnoj strani crkve dograđen je toranj sv. Luke, koji je u donjim dijelovima bio izveden u gotičkome stilu, dok su gornje tri galerije bile oblikovane kao romaničke trifore. Oko sredine 15. stoljeća pregrađen je na citadeli kraljevski dvor u stilu mletačko-dalmatinskom kasne gotike, bliske radionici Andrije Alešija. Na ulazu u citadelu podignut je svečani gotički portal s grbom kralja Stjepana Tomaševića. U prvim desetljećima 16. stoljeća, dvor je proširen dogradnjama u stilu srednjovjekovne kasne gotike. U doba Turaka crkva sv. Marije pregrađena je u džamiju, a toranj sv. Luke pretvoren u minaret. Kraljevski dvor je stajao jos u 17. stoljeću kao ruševina, a potpuno je razoren potkraj 18. ili početkom 19. stoljeća.
Nakon turskog osvajanja Jajca, franjevci iz Fojnice opsluživali su preostale katolike Hrvate iz Jajca. Da bi imali gdje odsjesti, fojnički franjevci su imali svoje sjedište na desnoj obali Vrbasa, u mjestu Lučini nedaleko od Jajca. Zgrada je dvaput izgorjela, 1620. i 1684. godine. Nakon požara 1620. franjevci se nastanjuju u Kozluku.
Jajačka župa imala je rastući broj vjernika. 1600. je bilo oko 1000 vjernika, 1647. godine 1065. 1672. od Jajca se odvajaju Dobretići. Od 1719. vode se župne matice. 1741. godine smanjena jajačka župa ima 1959 vjernika. God. 1741. župno sjedište je u mjestu Kozluku nasuprot Jajcu, s desne strane Vrbasa. Kao župna crkva služila je crkva sv. Ivana Krstitelja u Podmilačju. Župa je i dalje formalno u Jajcu, ali župna crkva bila je ova crkva u Podmilačju i župnik je od 1741. godine stanovao u kući u Kozluku.
Broj vjernika u župi pao je zbog epidemije kuge, koja je vladala 1731. i 1734., te 1743. i 1744. godine, ali već 1798. godine ima čak 4117. vjernika. Župa Jajce god. 1813. ima 3614 vjernika (njihov se broj u vrijeme epidemije kuge 1814. – 1817. prepolovio). Varcar se od župe u Jajcu odvaja 1822. godine. Podmilačje se odvaja od župe 1873. godine. 1877. godine u smanjenoj jajačkoj župi je 2244 vjernika. Jajce i okolica imale su crkvica i kapelica, koje su nestale u povijesti. Znanost zna za crkvice na Pšeniku, na Milama, u Bistrici, zatim drugu crkvicu sv. Katarine – na Katini izvan grada.
U osmansko doba grad gubi na važnosti. Od 1527. do 1878. sjedište je kadiluka. Teško je oštećen u požaru 1656. godine. Turska vremena ostavila su nekoliko stambenih objekata i džamija Esme Sultanije iz 1753. godine.

### Novi vijek
Franjevci pokreću školstvo u Jajcu. Sredinom 19. stoljeća osnovali su pučku školu, spominje ju izvješće iz 1853. godine. Posebna zgrada za školu izgrađena je 1858. godine. Pred sam kraj turske vladavine franjevci su u Jajcu podigli crkvu i samostan. Gradnja crkve započela je 1866. god. i ona je potrajala do sredine sedamdesetih godina. Crkva je podignuta zaslugom tadašnje župnika Nikole Krilića, blizu Kozlučkog mosta, na zaravni zvanoj Selišće. Najprije je bila posvećena Maloj Gospi (rođenju Blažene Djevice Marije).
Gradnja samostanske zgrade započela je 1877., godinu prije austro-ugarskog zaposjedanja. Potrajala je do 1885., kada je samostan pravno uspostavljen. Zaposjedanjem BiH Jajce iste godine postaje sjedište kotara.
U Jajcu sve do konca 19. i početka 20. stoljeća gotovo da nije bilo pravoslavnog stanovništva. Prve tri pravoslavne obitelji doseljavaju tad. U to vrijeme već je sagrađeno nekoliko katoličkih crkava, posebno ona u Varošu, crkva Blažene Djevice Marije, pa je crkvica sv. Katarine na Katini predana na korištenje pridošlim jajačkim pravoslavcima. Neupućeni tu crkvu nazivaju "stara pravoslavna crkva". Ova crkva je preživjela turska rušenja, ostala je sve do početka 20. stoljeća kada je srušena „urbanim razlozima“. Još je vidljiva na starim razglednicama. Danas je na mjestu te crkvice pravoslavno groblje. 1906. godine crkva Male Gospe, čija je gradnja počela 1866., promijenjena je u crkvu Uznesenja Blažene Djevice Marije (Velikoj Gospi).

### Kraljevina Jugoslavija
Do 1920. dijelom Bosne i Hercegovine. Nakon preustroja zemlje je u Vrbaskoj banovini. 
God. 1934-35. po projektu Karla Pařika obnovljen je i poboljšan franjevački samostan.

### NDH
U drugom svjetskom ratu dio NDH i sjedište kotarske oblasti. Pripadalo Velikoj župi Plivi i Rami, u njemačkoj zoni, nedaleko od demarkacijske crte. Nakon pada Italije partizani su nakon uspostave Bihaćke republike ušli nakratko i u Jajce. Od srpnja 1944. Velikoj župi Lašva-Pliva.
U Jajcu je održano drugo zasjedanje AVNOJ-a 29. studenoga 1943. godine. Zgrada zasjedanja postala je nacionalni spomenik.

### Druga Jugoslavija
24. siječnja 1963. izmjerena je najniža temperatura u Jajcu ikad: -25,4 Celzijeva stupnja.
1966. podignuta je grobljanska kapelica za Barevo. 1969. godine sagrađena je vjeronaučna dvorana za župu u Jajcu. 1973. godine obnovljena je crkva Uznesenja BDM. 1984. počela je gradnja crkve u Barevu.

### Samostalna Bosna i Hercegovina
U Grudama, 18. studenog 1991. godine, uspostavljena je Hrvatska zajednica Herceg-Bosna, sa sjedištem u Mostaru, a Jajce je ušlo u njen sastav. 
Nakon velikosrpske operacije započete ožujka 1992. i neuspjele bitke za Jajce, Hrvati i Bosanci, znači gotovo cjelokupno stanovništvo, napustili su grad i srpske su snage zauzele Jajce. Izbjeglo je 30.000 ljudi.
Srpsko zauzimanje Jajca i Dobretića postat će jedan od uzroka bošnjačko-hrvatskog sukoba. Premda je Jajce palo pod srpsku okupaciju, dobilo je svoju registracijsku oznaku Hrvatske Republike Herceg-Bosne, JA.
Za srpske okupacije znatno je razoren grad, uništena većina kulturnih spomenika i vjerskih objekata. Crkvu Uznesenja BDM su srušile do temelja i ostala je hrpa ruševina.Grad su nakon tri godine srpske okupacije oslobodile snage HV i HVO. Stanovništvo se vratilo u grad. Franjevci su se vratili među prvima. Pastoral se odvijao u teškim uvjetima, u prizemlju osnovne škole. Ondje su slavili svete mise i dijelili sakramente sljedećih pet godina.
Godine 1998. odlukom visokog predstavnika za BiH Carlosa Westendorpa ukinute su dotadašnje registracijske tablice. Nakon pet godina boravka u školi, na zahtjev općinskih vlasti franjevci napuštaju prostor škole i (2000.) preseljavaju u drvenu kapelicu koju su sagradili između samostana i vjeronaučne dvorane, razmišljajući o gradnji nove crkve. Hrvati katolici su počeli graditi novu župnu i samostansku crkvu Uznesenja BDM, a blagoslov kamena temeljca i gradilišta bio je 2001. godine.
Danas župa Jajce pripada franjevačkoj provinciji sv. Križa Bosni Srebrenoj, samostanskom području Jajce, a njoj pripadaju naselja: Jajce, Barevo, Borci, Bulići, Carevo Polje, Klimenta, Lučina, Mile, Peratovci, Podastrane, Prudi, Rika i Vrbica. Župa Jajce god. 1813. ima 3614 vjernika (njihov se broj u vrijeme epidemije kuge 1814. – 1817. raspolovio), 1877. god. 2244, te 1935. god. 4200. Župa je godine 1991. imala 7716 vjernika (1974.: 6750) i njihov se broj povećavao. Zbor ratnih događanja 1992. godine župljani su protjerani. Nakon tri godine progonstva 1995. započinje povratak u Jajce. Tako je župa 2000. imala 5476 vjernika a danas ima 6441 vjernika.

## Gospodarstvo
U Jajcu se nalaze nalazišta gipsa, a u njegovoj okolici boksita. 
Grad Jajce ima ogromne potencijale za razvoj turizma,ali su to danas slabo iskorišteni potencijali. Poznat je i po imenu "Grad muzej".
Rudnike boksita prati tvornica Aluminijskih odljevaka u Divičanima. U Jajcu djeluje metalno-kemijska industrija Elektrobosna. i još neka poduzeća metalne industrije.
Voda plivskih jezera koristi se za proizvodnju električne energije. 1894. sagrađena je HE Jajce I, snage 8 MW, a služila je kemijskoj industriji do 1957. godine. Nakon drugog svjetskog rata gradilo se nove hidroenergetske objekte te je u pogon puštena HE Jajce II 1954. godine, snage 30 MW, s bilancnom proizvodnjom 175 GWh, a zatim HE Jajce I, 1957. godine, snage 48 MW i bilancnom proizvodnjom 232 GWh. Kod Jajca se proizvodi građevni kamen plivit.

### Plivit
Plivit je ukrasni arhitektonsko-građevinski kamen čija se ležišta nalaze kod Jajca. Po sastavu je vapnenac. Koristi se za zidanje, te oblaganje unutarnjih i vanjskih, okomitih i vodoravnih površina, objekata razne namjene, kamina, dekoracija ugostiteljskih objekata, fontana, bazena. Rabi ga se za izgradnju spomenika, sakralnih i drugih objekata. Brojni kulturni ostatci s područja Bosne i Hercegovine te Hrvatske svjedoče o korištenju plivita. Plivit se eksploatira na površinskom kopu kamenoloma Divičani, a kasnije se obrađuje u pogonu Dolabije.
Jednakomjeran je, tankih pruga, prugast, a može biti i nejednakomjeran sa smeđim skeletnim uklopcima. Osobine je lakog betona zapreminske mase 1600 – 1800 kg/m³ i koeficijenta provođenja topline 0,85 W/mK. Osobine mu omogućuju izradu i primjenu montažnih plivit blokova u izgradnji stambenih, sakralnih i drugih javnih objekata. Lijepljenje se vrši standardnim sredstvima do visine od 3 metra. Preko toga potrebno ga je montirati na metalnu potkonstrukciju. Za zidanje se preporučuju elementi od 15 do 20 cm debljine.

## Promet
Nalazi se na križanju cestovnih pravaca koji vode dolinom Vrbasa (Banja Luka – Bugojno) i iz Bihaća za Bugojno.

## Spomenici i znamenitosti
- Stari Grad – povijesna jezgra Hrvojevog grada (Jajačka tvrđava)
- Vodopad
- Plivska jezera
- Kanjon Ugra
- Katakombe
- crkva sv. Ive u Podmilačju
- Rimski hram boga Mitre
- Nekropole stećaka u Bistrici, Vincu,...
- Tvrđava Komotin (Citadela)
- Muzej AVNOJ-a
- Medvid kula
- Džamija Esme Sultanije
- Ženska džamija
- Franjevački samostan sv. Luke, iz 1885.[26][27]
- crkva Uznesenja Blažene Djevice Marije, iz 1866.[28][29][30][11]
- samostanska katolička crkva sv. Marije s tornjem sv. Luke, uz stari franjevački samostan. Toranj sv. Luke je spomenik kulture od 1892. godine.[31]
- Katolička crkva sv. Katarine
- Katolička crkva sv. Katarine na Katini, danas pravoslavno groblje
- Zgrada financija u Jajcu, nacionalni spomenik BiH. Zbog značajno poboljšanog stanja, 2012. je skinuta s popisa ugroženih spomenika.[32]
- Sahat kula
- Dizdareva kuća
- Kršlakova kuća
- Fojnička musafirhana, najstarija uporabljiva spomen kuća u Bosni vezana za osmanski period[33]
- Mala tabija
- Banjalučka kapija

## Obrazovanje
U općini Jajce djeluje više osnovnih i srednjih škola:
Osnovna škola 13. Rujan, Jajce, Osnovna škola Berta Kučera, Jajce, Osnovna škola braće Jezerčić, Divičani, Srednja strukovna škola Jajce,
Srednja škola Nikola Šop, Jajce
Postoji i nekoliko područnih škola,ali one su sve u sklopu navedenih osnovnih škola.

## Poznate osobe
- Al' Dino, bosanskohercegovački pjevač
- Miroslav Filipović, hrvatski rimokatolički svećenik i ratni zločinac
- Duško Gojković, srpski glazbenik
- Slobodan Kačar, srpski boksač
- Tadija Kačar, srpski boksač
- Dubravko Lovrenović, bosanskohercegovački povjesničar
- Marinko Matošević, australski tenisač
- Ivan Sokolov, nizozemski šahist
- Nikola Šop, hrvatski književnik i prevoditelj
- Bojan Tokić, slovenski stolnotenisač
- Ermin Velić, bosanskohercegovački rukometaš
- Marin Leovac, hrvatski nogometaš

## Mediji
- Radio Jajce

## Kultura
- Kazališne igre BiH
- Festival Plivske Omahe, festival duhovne poezije i glazbe, od 2007.
- Šopovi dani na Plivi
- Dani zdrave hrane, ekologije i turizma
- Dani AVNOJ-a
- Susret BiH dijaspore

## Šport
- NK Elektrobosna Jajce
- NK Metalleghe-BSI Jajce
- RK Jajce
- SNK Jajce[34]
- KK Vodopad Jajce
- Planinarsko društvo Cusine
- Rafting klub Jajce
- Kajak-kanu klub Jajce
- Karate klub Tigar-Jajce
- Klub tajlandskog boxa Muay-Thai
- Međunarodni košarkaški kup Kraljevskog grada u organizaciji KK Vodopad

## Galerija
- Pogled na Jajce
- Stari grad
- U starom gradu
- Zvonik sv. Luke
- Vodopad
- Vodenice na Plivi
- Panorama Jajca

## Unutrašnje poveznice
- Dodatak:Popis poznatih osoba iz Jajca

## Vanjske poveznice
- Općina Jajce
- JAJCE.ba - Internet verzija grada Jajca
- Jajce Portal - sve o Jajcu i Jajčanima
- Jajce Portal Tvrtko Zrile: Neki datumi i podatci o Jajcu
- Jajce - Grad muzej  Arhivirana inačica izvorne stranice od 24. ožujka 2015. (Wayback Machine)
- Agencija za kulturno-povijesnu i prirodnu baštinu i razvoj turističkih potencijala grada Jajca
- Glas Jajca - Nezavisni internet portal  Arhivirana inačica izvorne stranice od 30. travnja 2010. (Wayback Machine)